# Conrado Ramos
Conrado Ricardo Ramos Larraburu (Montevideo, 30 de julio de 1962) es un politólogo y político uruguayo.

## Biografía
Ramos estudió ciencias políticas en la Universidad Argentina John F. Kennedy (licenciatura en 1986) y ciencias sociales en la Facultad Latinoamericana de Ciencias Sociales, Buenos Aires, 1990. Obtuvo su doctorado en ciencias políticas en la Universidad Johann Wolfgang Goethe de Frankfurt am Main, en 2004. Es profesor grado 4 en el Instituto de Ciencia Política de la Facultad de Ciencias Sociales de la Universidad de la República.
Se desempeñó como subsecretario de la Oficina de Planeamiento y Presupuesto desde marzo de 2007 hasta agosto de 2010, durante la segunda mitad del mandato de Tabaré Vázquez y en los primeros meses del gobierno de José Mujica. Posteriormente renunció, se apartó del Frente Amplio y adhirió al Partido Independiente.
En las elecciones de 2014 fue candidato a la vicepresidencia, acompañando a Pablo Mieres en la fórmula, y primer suplente de Mieres al senado.